# Рияд Эйр Метрополитано
«Рияд Эйр Метрополитано» (исп. Riyadh Air Metropolitano), также носящий название «Пейнета» (исп. La Peineta, Гребешок) — футбольный стадион в городе Мадриде (Испания). Начиная с сезона 2017/2018 — домашний стадион испанского футбольного клуба «Атлетико Мадрид».

## История
Стадион был заложен в 1990 году. Строительство велось с 1990 по 1993 год. Вместимость стадиона составила 20 000 зрителей. Открытие состоялось 6 сентября 1994 года.
28 августа 1996 года на стадионе прошёл ответный матч за Суперкубок Испании по футболу 1996 между «Атлетико Мадрид» и «Барселоной». «Атлетико» победил со счётом 3:1. Однако, обладателем трофея стала «Барса», выигравшая первый матч со счётом 5:2.
21-22 сентября 2002 года на стадионе проходил Кубок мира IAAF 2002 по лёгкой атлетике.
В 2004 году стадион был закрыт.

### Новый стадион
11 сентября 2013 года «Атлетико Мадрид» объявил, что будет строить свой новый стадион на месте стадиона Ла Пеинета.
Вместимость стадиона составит 67 000 зрителей. Стоимость постройки — 240 миллионов евро.
Начиная с сезона 2017/2018 является домашним стадионом «Атлетико».

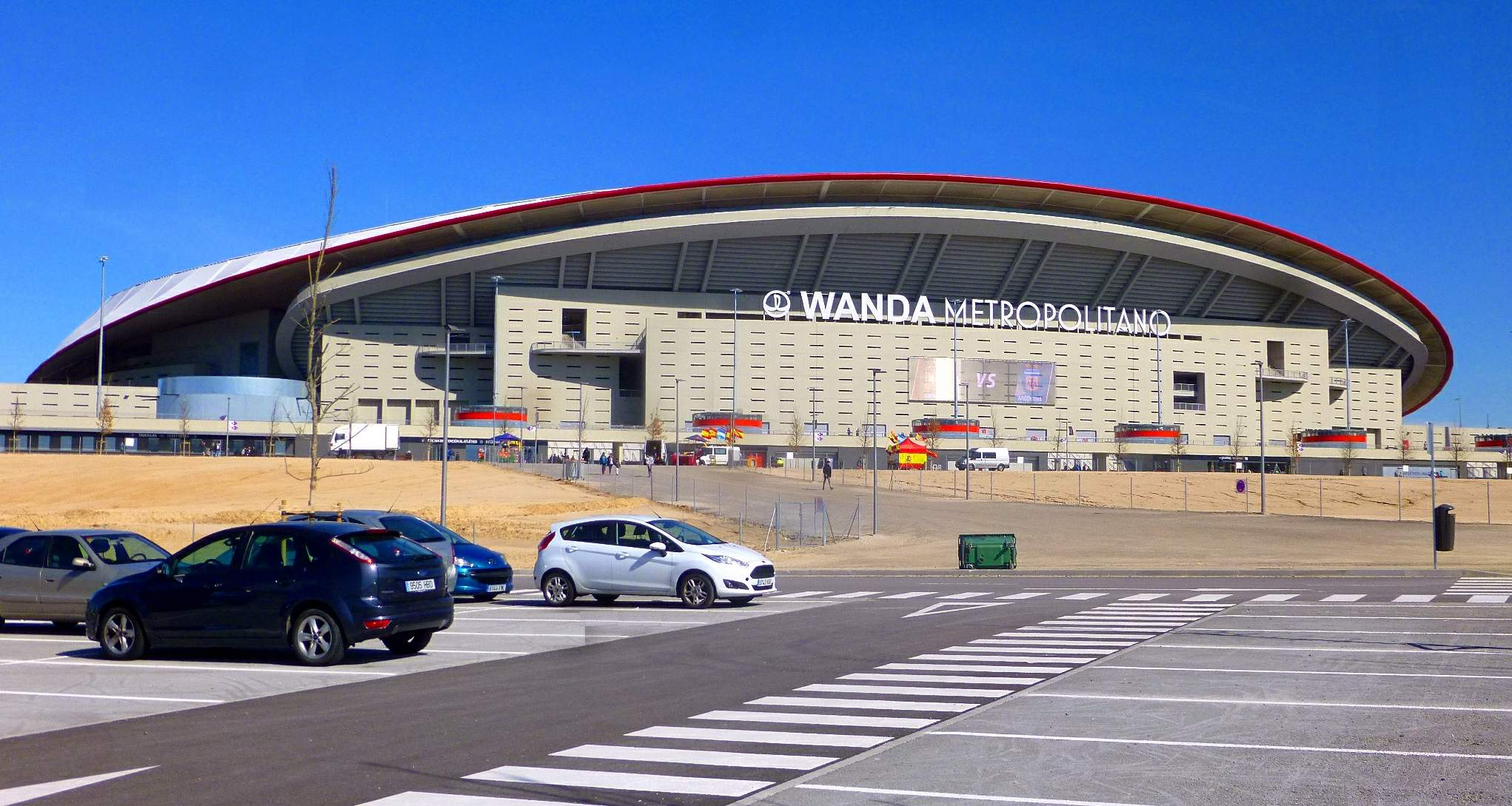
Общий вид

9 декабря 2016 года клуб объявил, что новый стадион будет называться Ванда Метрополитано (исп. Wanda Metropolitano). Ванда — это отсылка к китайской компании Wanda Group (один из владельцев клуба), а Метрополитано является отсылкой к стадиону «Метрополитано де Мадрид» (домашний стадион клуба в 1923—1936 и 1943—1966 годах).
16 сентября 2017 года на стадионе был сыгран первый официальный матч. «Атлетико», в 4-м туре чемпионата Испании, одержал победу над «Малагой» со счётом 1:0. Единственный гол забил Антуан Гризманн.
13 ноября 2017 на стадионе впервые в судействе в испанском футболе во время матча Кубка Испании «Атлетико» — «Эльче» были использованы видеоповторы.
21 апреля 2018 года на стадионе впервые прошёл финал Кубка Испании по футболу. «Барселона» разгромила «Севилью» со счётом 5:0.
Перед сезоном-2018/19 «Атлетико» установил рекорд в 56 407 проданных абонемента (83 % вместимости стадиона).
Летом 2018 года Мадридский метрополитен принял решение переименовать станцию «Эстадио Олимпико» в «Эстадио Метрополитано» ввиду расположения вблизи арены «Ванда Метрополитано».
1 июня 2019 года на стадионе состоялся финал Лиги чемпионов УЕФА розыгрыша 2018/2019 годов, в котором «Ливерпуль» одержал победу над «Тоттенхэмом» со счётом 2:0.
В связи с истечением соглашения с Wanda Group 19 июля 2022 года стадион сменил название на «Сивитас Метрополитано» (исп. Cívitas Metropolitano)
9 октября 2024 года стадион сменил название на «Рияд Эйр Метрополитано» (исп. Riyadh Air Metropolitano), так как «Атлетико Мадрид» расторг контракт с Civitas